# Stenopsyche lanceolata
Stenopsyche lanceolata är en nattsländeart som beskrevs av Hwang 1963. Stenopsyche lanceolata ingår i släktet Stenopsyche och familjen Stenopsychidae. Inga underarter finns listade i Catalogue of Life.